# Heilig Hartbeeld (Noorbeek)
Het Heilig Hartbeeld is een rooms-katholiek standbeeld in de Nederlandse plaats Noorbeek, in de provincie Limburg.

## Achtergrond
Dit Heilig Hartbeeld werd gemaakt door beeldhouwer August Falise en door de parochianen aangeboden aan pastoor C.J. Eijgelshoven ter gelegenheid van diens gouden priesterjubileum. Het werd op 20 september 1925 onthuld. Het beeld staat naast de Brigidakerk, aan de rand van het kerkhof. Een ander afgietsel van dit ontwerp staat in Beek.

## Beschrijving

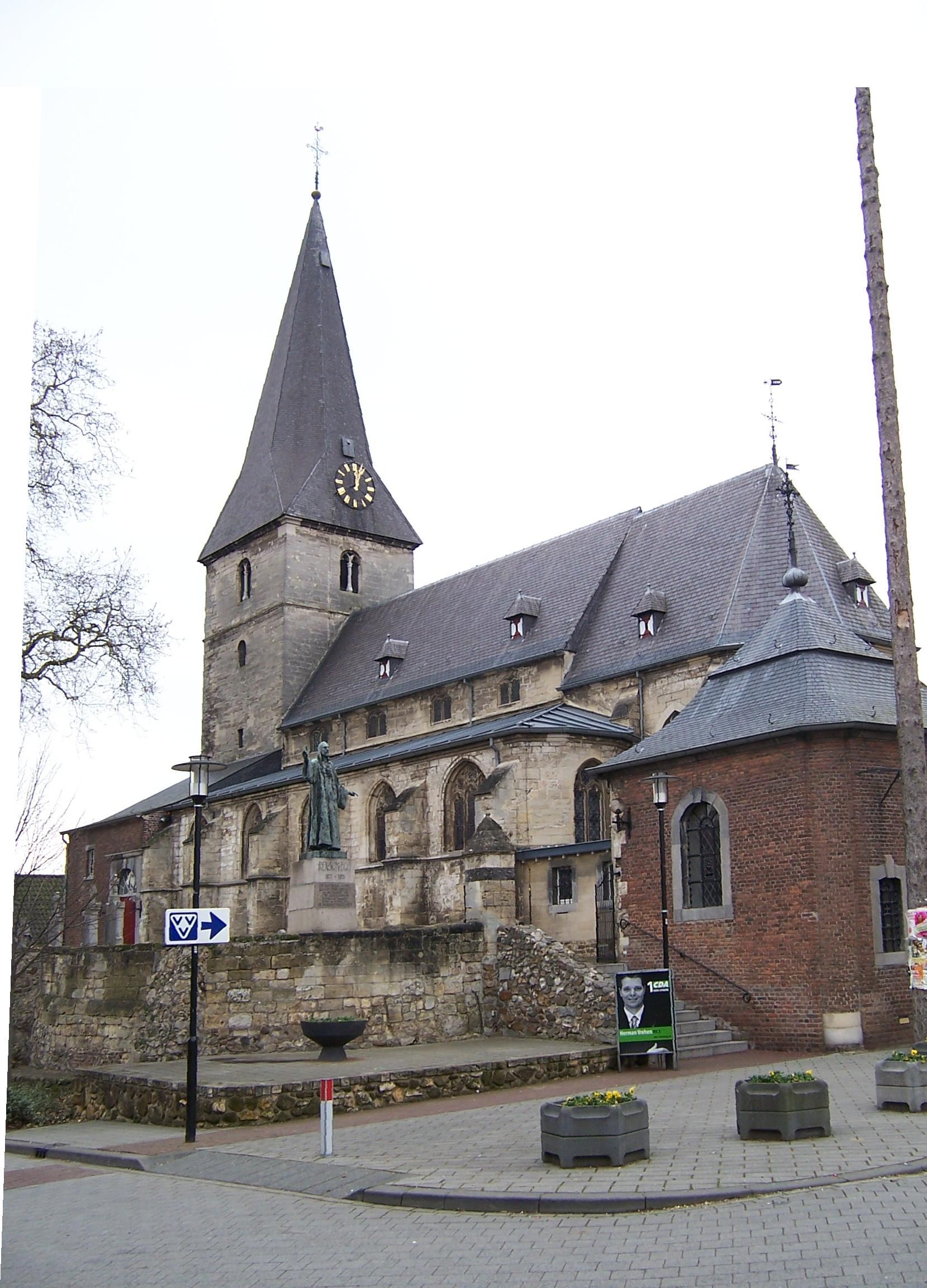
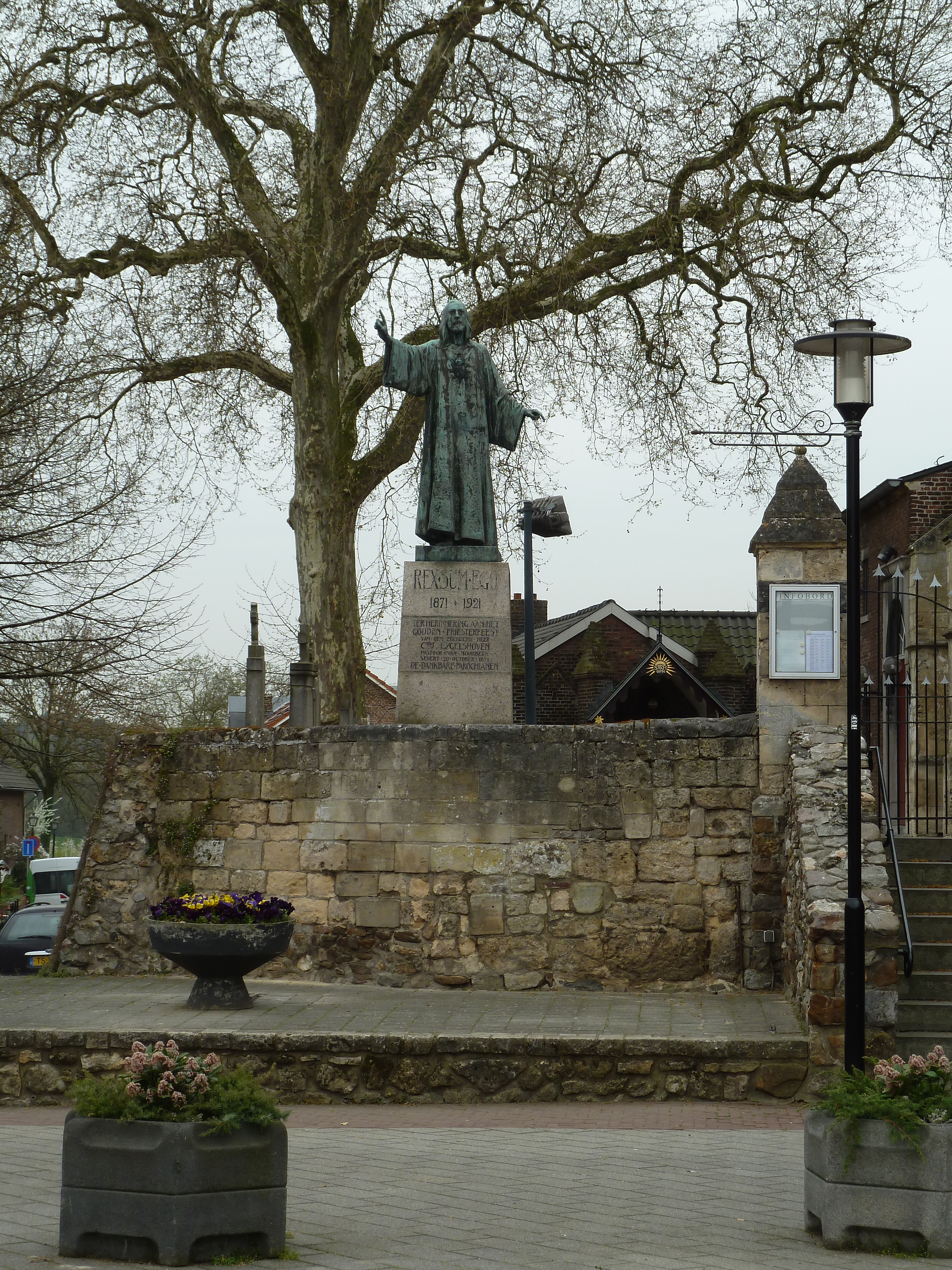
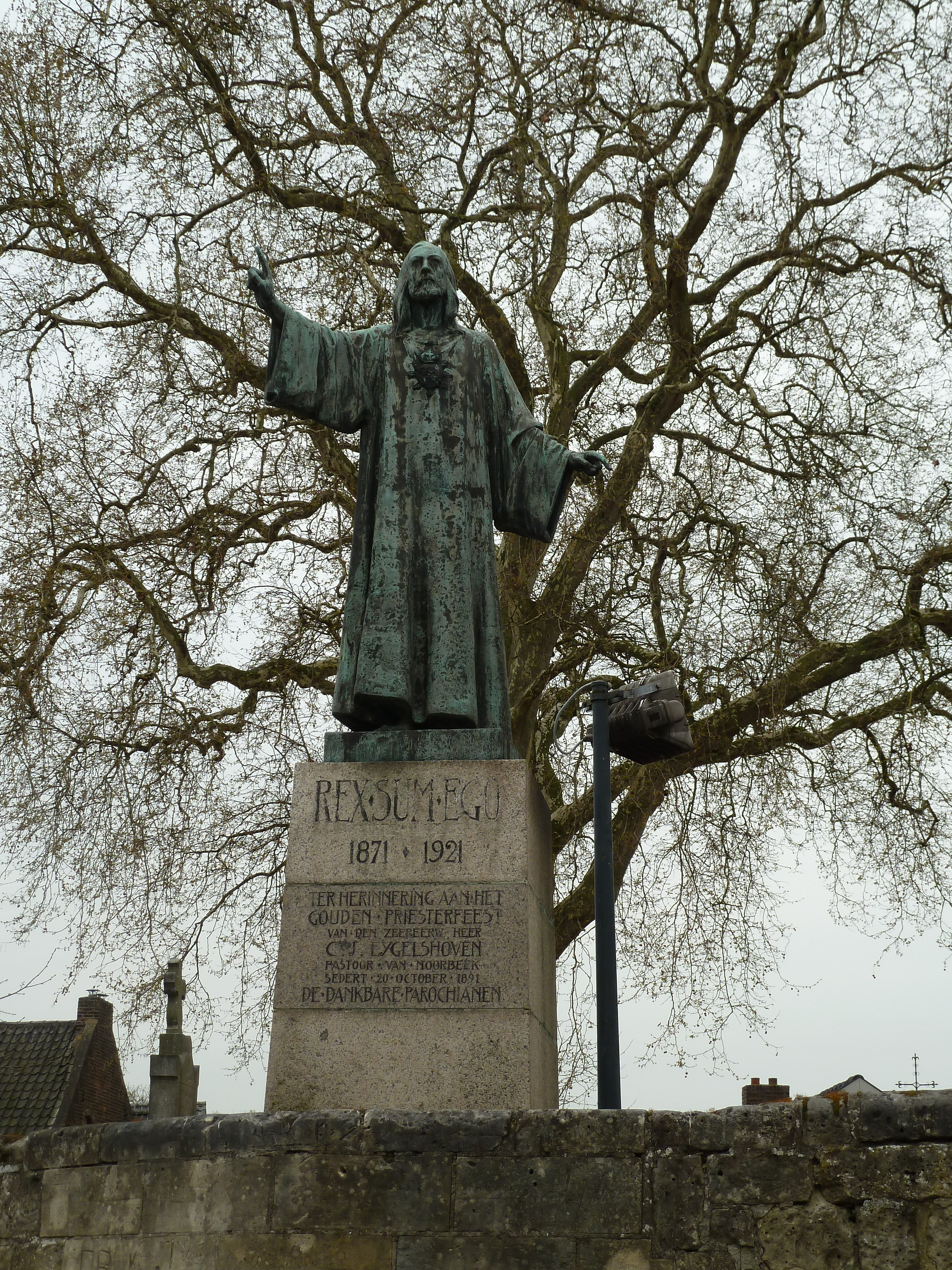

Het Heilig Hartbeeld is een staande Christusfiguur die, als bemiddelaar tussen godheid en mens, met zijn rechterhand naar de hemel wijst en met zijn linkerhand naar de aarde. Op zijn borst draagt hij het teken van het Heilig Hart. Het beeld staat op een sokkel van Beiers graniet, met daarop de teksten 

REX SUM EGO
1871 - 1921

TER HERINNERING AAN HET
GOUDEN PRIESTERFEEST
VAN DEN ZEEREERW. HEER
C.J. EYGELSHOVEN
PASTOOR VAN NOORBEEK
SEDERT 20 OCTOBER 1891
DE DANKBARE PAROCHIANEN